# Married to the Mob
Married to the Mob (Casada con todos en España y Casada con la mafia en Hispanoamérica) es una película del año 1988, dirigida por Jonathan Demme y protagonizada por Michelle Pfeiffer y Matthew Modine.

## Argumento
Ángela de Marco está infelizmente casada con Frank, un alto miembro de la mafia. Cuando Frank es asesinado, Ángela aprovecha para salir del mundo de la mafia y comenzar una nueva vida. Sus intentos se complican cuando el jefe de Frank, Tony Russo, empieza a cortejarla. El FBI comienza a vigilarla creyendo que ella es la nueva amante de Tony. El agente Mike Downey, de encubierto, se hace pasar por el vecino de Ángela pero pronto él también se siente atraído hacia ella. 

## Reparto
- Michelle Pfeiffer como Angela de Marco.
- Matthew Modine como Mike Downey.
- Dean Stockwell como Tony Russo.
- Alec Baldwin como Frank de Marco.
- Mercedes Ruehl como Connie Russo.
- Oliver Platt como Ed Benitez.
- Nancy Travis como Karen Lutnick.
- Joan Cusack como Rose.
- Chris Isaak como The Clown.
- Jason Allen como Tony Russo, Jr.
- Paul Lazar como Tommy Boyle.

## Premios y nominaciones
| Año  | Premio                     | Categoría                             | Persona           | Resultado |
| ---- | -------------------------- | ------------------------------------- | ----------------- | --------- |
| 1989 | Oscar                      | Mejor Actor de Reparto                | Dean Stockwell    | Nominada  |
| 1989 | Casting Society of America | Mejor Reparto para Película - Comedia | Howard Feuer      | Nominada  |
| 1989 | Golden Globe               | Mejor Actriz de Comedia               | Michelle Pfeiffer | Nominada  |
| 1989 | KCFCC Award                | Mejor Actor de Reparto                | Dean Stockwell    | Ganadora  |
| 1989 | NSFC Award                 | Mejor Actor de Reparto                | Dean Stockwell    | Ganadora  |
| 1989 | NSFC Award                 | Mejor Actriz de Reparto               | Mercedes Ruehl    | Ganadora  |
| 1988 | NYFCC Award                | Mejor Actor de Reparto                | Dean Stockwell    | Ganadora  |
| 1990 | Young Artist Award         | Mejor Actor Joven                     | Cory Danziger     | Nominada  |